# (21349) Bevoke
(21349) Bevoke est un astéroïde de la ceinture principale.

## Description
(21349) Bevoke est un astéroïde de la ceinture principale. Il fut découvert le 10 mars 1997 à l'Observatoire de Kitt Peak par le projet Spacewatch. Il présente une orbite caractérisée par un demi-grand axe de 3,20 UA, une excentricité de 0,17 et une inclinaison de 0,9° par rapport à l'écliptique.

## Compléments